# Abissino

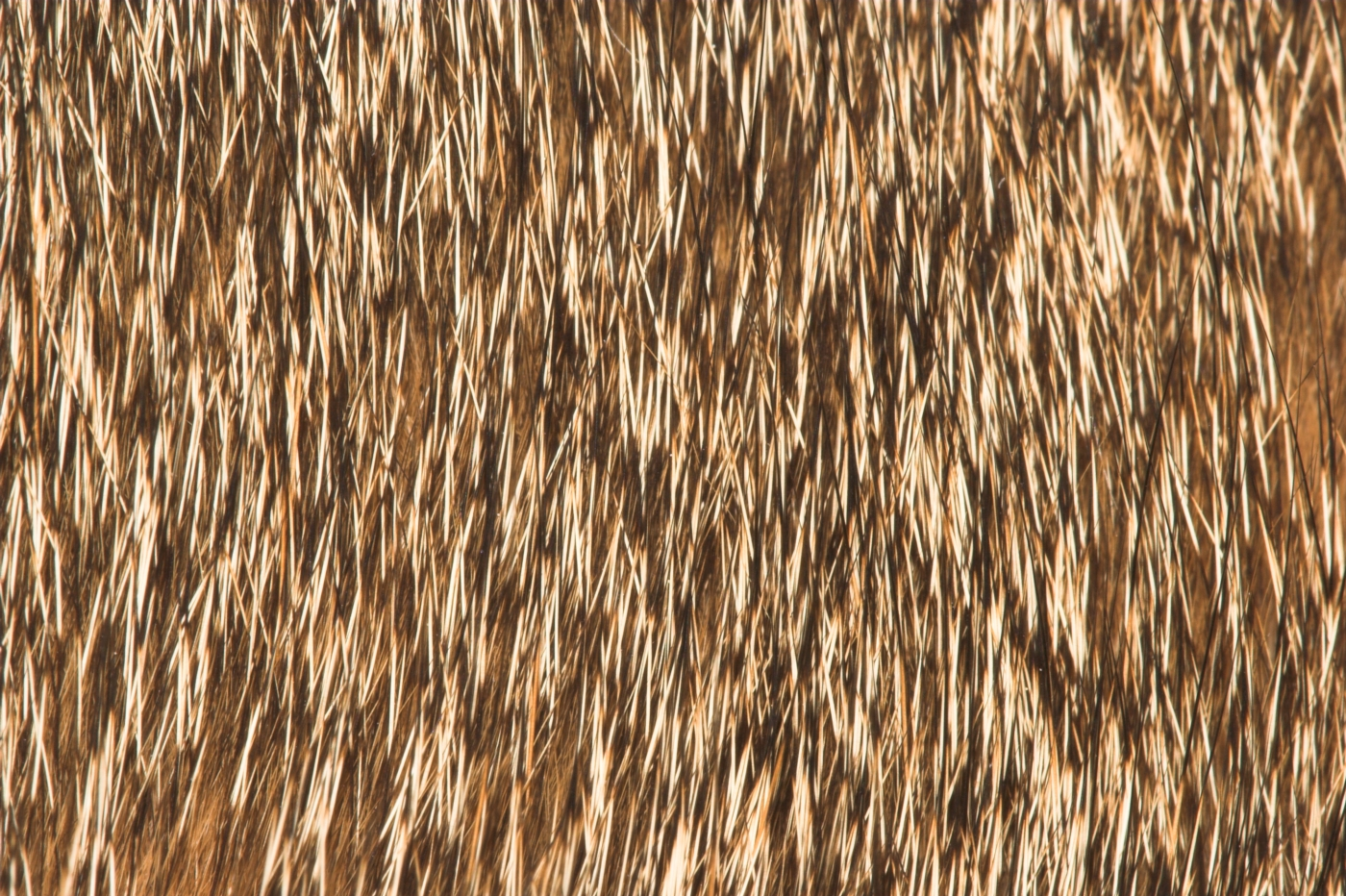
Il tipico mantello ticking.

Il gatto abissino è una razza felina originaria dell'Etiopia, chiamata anche Abissinia, da cui prende il nome.

## Storia
Si ritiene che si tratti di un tipo morfologico molto antico: i resti mummificati degli antichi gatti egizi e le riproduzioni negli affreschi tombali furono messi a confronto a fine Ottocento con i gatti viventi in Abissinia, rilevando una perfetta somiglianza, soprattutto per quanto riguarda la tonalità fulvo-dorata del mantello e le dimensioni. Per tale ragione si diffuse l'opinione che l'odierna razza abissina sia la diretta discendente dei felini Egizi, quelli che diedero volto e corpo alla Dea Bastet.
Pare che il progenitore fosse Zula, un gatto introdotto nel Regno Unito dal capitano Leonard Barrett al suo ritorno dalla spedizione inglese in Abissinia. La razza assunse uno standard definitivo in Gran Bretagna e fu riconosciuta nel 1929.
È tra le dieci razze più diffuse negli Stati Uniti e tra le cinque nel Nord America, mentre in Europa è meno diffuso.

## Aspetto
Così come le altre razze di origine africana, l'abissino possiede caratteristiche che permettono una buona resistenza alle temperature calde. Il corpo di taglia media oscilla tra i 4 e i 7,5 chili, è slanciato, snello e aggraziato con arti sottili ma muscolosi che terminano in piedi piccoli e ovali. Ha occhi ovali e obliqui (gialli, verdi o nocciola) su un capo a cuneo e coda lunga e affusolata.
- Difetti che escludono il CAC. Medaglione bianco. Bianco troppo esteso sul petto. Collare chiuso. Presenza di sottopelo. Assenza di ticking. Striature sulle quattro zampe. Macchie sul ventre. Testa rotonda.

### Mantello
Il pelo è corto, ma possiede comunque una lunghezza tale da avere su ogni pelo due o tre bande di colore, il ticking, la caratteristica principale della razza. Folto, lucido, morbido e aderente al corpo. Denso e consistente al tatto.
Il colore tipico è l'agouti caratterizzato dal ticking, l'alternanza di bande chiare e scure su ogni pelo. Il primo colore selezionato è il lepre, o ruddy, seguito da sorrel, blu, fawn, e tutte queste tonalità in silver.
- Lepre: corpo bruno-arancio picchiettato di nero. Sono richieste almeno 2-3 bande di colore su ogni singolo pelo tranne il ventre e l'interno delle zampe che invece sono di color albicocca scuro.
- Sorrel: corpo rosso rame picchiettato di marrone. Sono richieste almeno 2-3 bande di colore su ogni singolo pelo tranne il ventre e l'interno delle zampe che invece sono albicocca-fulvo chiaro.
- Blu: corpo azzurro-grigio caldo, scuro, intenso. Sono richieste almeno 2-3 bande di colore su ogni singolo pelo tranne il ventre e l'interno delle zampe che invece sono di un beige rosato chiaro.
- Fawn: corpo rosa-beige picchiettato di un rosa più caldo. Sono richieste almeno 2-3 bande di colore su ogni singolo pelo. Il ventre e l'interno delle zampe sono beige rosato più chiaro, però, del blu.
- Silver: la tonalità del silver è una delle più recenti e rare; sono praticamente i colori sopra elencati in silver: black silver (lepre), sorrsilver, blu silver, fawn silver. Sono tutte caratterizzate dal mantello bianco-argentato, quindi più chiaro.

## Carattere
I tratti caratteriali tipici sono la caparbietà e la continua richiesta di attenzioni da parte del padrone: deve essere coinvolto nella vita domestica e avere la possibilità di sfogare le proprie energie nel movimento e nel gioco. È un gatto poco aggressivo ed inoltre socievole, che apprezza la compagnia di un altro gatto; è molto agile e curioso, soprattutto nei primi mesi di crescita: i gattini infatti sono estremamente vivaci. È un gatto amante dell'altezza, che non vede l'ora di arrampicarsi e, se incuriosito da qualche oggetto, non disdegna qualche "furtarello". Grazie alla sua naturale grazia ed eleganza, però, difficilmente fa danni.

## Salute
La razza è incline alla gengivite, che può portare a parodontiti più serie. Gli abissini hanno avuto in passato gravi problemi per via della cecità, ma l'incidenza è stata ridotta dal 45% a meno del 4% nel 2008. Può soffrire di atrofia della retina.

## Razze correlate
Il gatto ocicat deriva dall'accidentale incrocio tra un abissino e un siamese.